# Fusconaia undata
Fusconaia undata är en musselart som beskrevs av Barnes. Fusconaia undata ingår i släktet Fusconaia och familjen målarmusslor. Inga underarter finns listade i Catalogue of Life.